# Tommaso Ingrosso
Tommaso Ingrosso (Pescia, 9 giugno 1992) è un cestista italiano.

## Palmarès
- Campionato italiano: 1

Siena: 2008-2009